# 局所刺激性
局所刺激性とは、物質が皮膚や粘膜などの局所的な部位に接触した際に引き起こされる炎症や組織損傷などの刺激反応のこと。
主に、皮膚刺激性試験や眼刺激性試験などで評価される。

## 概要
- 定義局所刺激性とは、物質が直接接触した部位に生じる炎症や組織損傷などの刺激反応を指します。
- 評価:  局所刺激性は、主に皮膚刺激性試験や眼刺激性試験で評価されます。
  - 皮膚刺激性試験:皮膚への接触による紅斑、浮腫、落屑などの反応を観察します。
  - 眼刺激性試験:眼への接触による結膜の発赤、浮腫、角膜の混濁などの反応を観察します。
- 関連用語:
  - 皮膚腐食性:強度の刺激反応で、非可逆的な組織損傷を伴う場合。
  - 一次刺激性:物質が初めて接触した際に生じる刺激反応。
  - 連続皮膚刺激性:物質が繰り返し接触した際に生じる刺激反応。
  - 感作性:物質がアレルギー反応を引き起こす性質。
- 試験目的:  局所刺激性試験は、医薬品、医療機器、化学物質などが人体に及ぼす影響を評価し、安全性確保のために実施されます。

例:
- 化粧品や医薬部外品を皮膚に塗布した際に生じる赤みや腫れは、皮膚刺激性の一例です。
- 洗剤が目に入った際に生じる痛みや充血は、眼刺激性の一例です。
- 強酸や強アルカリが皮膚に触れると、腐食性による組織損傷が生じます